# 히메나 아얄라
히메나 아얄라(Ximena Ayala, 1980년 12월 29일 ~ )는 멕시코의 배우이다. 2001 과달라하라 국제 영화제 여우주연상 수상자이다.